# Q職 THE WAVE
Q職 THE WAVE（キューショク ザ ウェーブ）は、日曜日21:00〜21:30にFM PORTでされていたラジオ番組。2008年4月6日からサードシーズンが始まったが、2009年3月29日に放送終了。パーソナリティは新潟のお笑い集団NAMARAの森下英矢と高橋なんぐ。

## 概要
番組趣旨は就職応援番組または就職支援情報バラエティ番組であった。
様々な職業をテーマに、パーソナリティとゲストがトークを展開していた。
リスナーからのFAXやe-mailに応えて番組テーマを決定することもあった。
番組名は、番組開始当初（2006年7月1日）は「求職 THE WAVE」としていたが、2006年10月1日からは現在の表記に変更していた。

## ナビゲーター
- 高橋なんぐ（ヤングキャベツ）
- 森下英矢

## ステッカー
セカンドシーズンから、オリジナルステッカーのプレゼントを開始し、リスナーからのFAXやe-mailに「ステッカー希望」と明記すればほぼ100%プレゼントされていた。

## 番組変遷
- 2006年7月1日からヤングジョブスポット新潟の提供で番組を開始したが、ヤングジョブスポット新潟の閉所に伴い、2007年3月25日の放送をもって一時終了。この間をファーストシーズンと区分していた。
- 2007年4月から6月の間は番組を休止。
- 2007年7月2日から雇用・能力開発機構新潟センターの提供で番組再開。ここからをセカンドシーズンと区分していた。
- 2008年4月6日から、サードシーズン開始。
- 2009年3月29日放送終了。

## その他
番組と連動したイベントを開催したことがあった。
第1回 求職 THE WAVE FESTA（2006年9月19日）
- ゲスト
- 松本愛
- タイムマシーン3号
- 笑い飯

第2回 Q職 THE WAVE FESTA（2007年11月7日）
- ゲスト
- 宮村優子
- 奥華子

第3回 Q職 THE WAVE FESTA（2008年3月23日）
- ゲスト
- 藤崎奈々子
- 笹川美和
- hiroe

第4回 Q職 THE WAVE FESTA（2009年3月4日）
- ゲスト
- May'n
- 遠藤麻理